# Ricardo López Mendoza
Ricardo López  (Manta, 11 de noviembre de 1981). Es un futbolista ecuatoriano. Juega de Defensa y su equipo actual es el Manta FC  de la Serie B de Ecuador.

## Trayectoria
Se inició en el 2004 en el Manta FC donde tuvo el honor de conseguir el ascenso con dicho equipo y jugó la Serie A en 2009 para luego ser transferido al El Nacional donde tuvo unas buenas temporadas y traspaso la barrera de los 100 partidos con dicho equipo.
En el 2013 Ricardo El Ingeniero López volvería al equipo que lo vio nacer donde ha tenido temporadas regulares y el último tuvo la desagradable presencia del descenso que alcanzó al Manta donde tuvo que regresar a la Serie B.
Con la llegada del Técnico Jefferson Huerta no tuvo mucho tiempo en el rol titular y Huerta fue despedido por los malos resultados.Por la fecha 8 de la Serie B llega el costarriquense Paul Mayorga el cual lo ha destacado ubicándolo en el rol titular y ha conseguido el Manta escalar posiciones gracias al nuevo sistema táctico del estratega.
Ricardo López por el Momento lleva 300 partidos sudando la camisa del Manta FC marcando un total de 20 goles , es un histórico en el Manta.

## Clubes
| Club              | País    | Año            | Partidos | Goles |
| ----------------- | ------- | -------------- | -------- | ----- |
| Manta Fútbol Club | Ecuador | 2004-2009      | 193      | 19    |
| El Nacional       | Ecuador | 2010-2012      | 140      | 1     |
| Manta Fútbol Club | Ecuador | 2013-presente. | 107      | 4     |